# Impy Superstar - Missione Luna Park
Impy Superstar - Missione Luna Park (Urmel voll in Fahrt) è un film d'animazione realizzato in CGI tedesco del 2008, diretto da Reinhard Klooss e Holger Tappe. Il film è il sequel di Impy e il mistero dell'isola magica del 2006.
Fra i doppiatori dell'adattamento italiano c'è anche il cantante Marco Carta.

## Trama
Un piccolo dinosauro di nome Impy vive felicemente sull'isola di Hula-Hula. È il suo compleanno e gli viene regalata una sorellina di nome Babù, un panda che gli ha mangiato tutta la torta di compleanno. Però, con il passare del tempo, Impy ne diventa geloso e decide di scappare dall'isola. Dopo qualche peripezia però si riappacificherà con tutti.